# Nacionalni preiskovalni urad
Nacionalni preiskovalni urad je organiziran v okviru Uprave kriminalistične policije na Generalni policijski upravi. Je specializirana kriminalistična preiskovalna enota na državni ravni za odkrivanje in preiskovanje zahtevnih kaznivih dejanj, zlasti s področij gospodarske in finančne kriminalitete ter korupcije; v določenih primerih pa tudi s področij organizirane kriminalitete, kriminalitete, povezane z novimi informacijskimi tehnologijami, in zahtevnejših oblik klasične kriminalitete. 
Delovati je začel 1. januarja 2010. 